# Сімоне Верді
Сімоне Верді (італ. Simone Verdi, нар. 12 липня 1992, Броні) — італійський футболіст, атакувальний півзахисник, нападник клубу «Комо».
Грав за національну збірну Італії.

## Клубна кар'єра
Народився 12 липня 1992 року в місті Броні. Починав займатися футболом у школі «Аудакс Травако», звідки в 11-річному віці перейшов до академії «Мілана».
З 2009 року почав потрапляти до заявки головної команди «россонері», щоправда у її складі взяв участь лише у двох кубкових іграх.
2011 року перейшов на умовах угоди про спільне володіння до друголігового «Торіно», де був гравцем ротації, однак наступного сезону дебютував у складі туринської команди вже й в іграх Серії A. Після чого протягом двох з половиною сезонів грав по орендах, спочатку за «Юве Стабія», а згодом за «Емполі». У складі останньої команди також здобув підвищення в класі до найвищого дивізіону Італії, де в сезоні 2014/15 провів 26 ігор.
Влітку 2015 року «Мілан» і «Торіно», клуби, які спільно володіли економічними правами на гравця, не змогли домовитися про подовження співпраці. Було проведено сліпий аукціон, на якому більшу ціну за решту половину прав на гравця запропонував «Мілан». Утім до планів тренерського штабу «россонері» гравець не входив і продовжив кар'єру на умовах оренди спочатку в іспанському «Ейбарі», а згодом на батьківщині у «Карпі».
Влітку 2016 року перейшов до «Болоньї», де швидко став ключовим гравцем атакувальної ланки, а невдовзі й капітаном команди.
У червні 2018 року «Наполі», який намагався підписати Верді ще попереднього міжсезоння, все ж домовився про його трансфер за 25 мільйонів євро. У новій команді отримував досить багато ігрового часу, проте повною мірою виправдати сподівання керівництва клубу не зміг.
У вересні 2019 року було оголошено, що гравець повертається до «Торіно» на умовах річної оренди за 3 мільйони євро з подальшим обов'язковим викупом за ще 20 мільйонів. Туринський клуб викупив права на гравця, що на той час вже став важливою складовою у тактичних побудавах його команди, у вересні 2020.
Першу половину 2022 року гравець провів в оренді в «Салернітані», після чого також на правах оренди став гравцем «Верони», де відіграв сезон 2022/23.
Влітку 2023 року повернувся до «Торіно» і на початку сезону 2023/24 відіграв одну гру за туринців, після чого 25 серпня 2023 року уклав дворічну угоду з друголіговим «Комо».

## Виступи за збірні
2010 року дебютував у складі юнацької збірної Італії (U-19), загалом на юнацькому рівні взяв участь у 8 іграх, відзначившись 2 забитими голами.
Протягом 2014–2015 років залучався до складу молодіжної збірної Італії. У її складі 2015 року був учасником тогорічного молодіжного Євро, на якому італійці не вийшли з групи. Загалом на молодіжному рівні зіграв у 5 офіційних матчах, забив 1 гол.
2017 року дебютував в офіційних матчах у складі національної збірної Італії. Протягом двох років взяв участь у чотирьох офіційних матчах національної команди.

## Статистика виступів

### Статистика клубних виступів
Станом на 2 вересня 2022
| Сезон               | Команда             | Чемпіонат           | Чемпіонат | Чемпіонат | Національний кубок | Національний кубок | Національний кубок | Континентальні кубки | Континентальні кубки | Континентальні кубки | Інші змагання | Інші змагання | Інші змагання | Усього | Усього |
| Сезон               | Команда             | Ліга                | Ігор      | Голів     | Ліга               | Ігор               | Голів              | Ліга                 | Ігор                 | Голів                | Ліга          | Ігор          | Голів         | Ігор   | Голів  |
| ------------------- | ------------------- | ------------------- | --------- | --------- | ------------------ | ------------------ | ------------------ | -------------------- | -------------------- | -------------------- | ------------- | ------------- | ------------- | ------ | ------ |
| 2009–10             | «Мілан»             | A                   | 0         | 0         | КІ                 | 2                  | 0                  | ЛЧ                   | 0                    | 0                    | -             | -             | -             | 2      | 0      |
| 2010–11             | «Мілан»             | A                   | 0         | 0         | КІ                 | 0                  | 0                  | ЛЧ                   | 0                    | 0                    | -             | -             | -             | 0      | 0      |
| Усього за «Мілан»   | Усього за «Мілан»   | Усього за «Мілан»   | 0         | 0         |                    | 2                  | 0                  |                      | 0                    | 0                    |               | -             | -             | 2      | 0      |
| 2011–12             | «Торіно»            | B                   | 12        | 0         | КІ                 | 1                  | 0                  | -                    | -                    | -                    | -             | -             | -             | 13     | 0      |
| 2012-січ. 2013      | «Торіно»            | A                   | 4         | 0         | КІ                 | 2                  | 0                  | -                    | -                    | -                    | -             | -             | -             | 6      | 0      |
| січ.-черв. 2013     | «Юве Стабія»        | B                   | 20        | 0         | КІ                 | 0                  | 0                  | -                    | -                    | -                    | -             | -             | -             | 20     | 0      |
| 2013–14             | «Емполі»            | B                   | 40        | 5         | КІ                 | 2                  | 1                  | -                    | -                    | -                    | -             | -             | -             | 42     | 6      |
| 2014–15             | «Емполі»            | A                   | 26        | 1         | КІ                 | 2                  | 2                  | -                    | -                    | -                    | -             | -             | -             | 28     | 3      |
| Усього за «Емполі»  | Усього за «Емполі»  | Усього за «Емполі»  | 66        | 6         |                    | 4                  | 3                  |                      | -                    | -                    |               | -             | -             | 70     | 9      |
| 2015-січ. 2016      | «Ейбар»             | ПД                  | 9         | 0         | КІ                 | 4                  | 1                  |                      | -                    | -                    | -             | -             | -             | 13     | 1      |
| січ.-черв. 2016     | «Карпі»             | A                   | 8         | 3         | КІ                 | 0                  | 0                  | -                    | -                    | -                    | -             | -             | -             | 8      | 3      |
| 2016–17             | «Болонья»           | A                   | 28        | 6         | КІ                 | 1                  | 0                  | -                    | -                    | -                    | -             | -             | -             | 29     | 6      |
| 2017–18             | «Болонья»           | A                   | 34        | 10        | КІ                 | 1                  | 0                  | -                    | -                    | -                    | -             | -             | -             | 35     | 10     |
| Усього за «Болонья» | Усього за «Болонья» | Усього за «Болонья» | 62        | 16        |                    | 2                  | 0                  |                      | 0                    | 0                    |               | -             | -             | 64     | 16     |
| 2018–19             | «Наполі»            | A                   | 22        | 3         | КІ                 | 0                  | 0                  | ЛЧ+ЛЄ                | 1+1                  | 0+1                  | -             | -             | -             | 24     | 4      |
| 2019–20             | «Торіно»            | A                   | 33        | 2         | КІ                 | 1                  | 0                  | -                    | -                    | -                    | -             | -             | -             | 34     | 2      |
| 2020–21             | «Торіно»            | A                   | 33        | 1         | КІ                 | 1                  | 2                  | -                    | -                    | -                    | -             | -             | -             | 33     | 3      |
| 2021-січ. 2022      | «Торіно»            | A                   | 3         | 1         | КІ                 | 1                  | 0                  | -                    | -                    | -                    | -             | -             | -             | 4      | 1      |
| січ.-черв. 2022     | «Салернітана»       | A                   | 15        | 5         | КІ                 | -                  | -                  | -                    | -                    | -                    | -             | -             | -             | 18     | 5      |
| 2022–23             | «Верона»            | A                   | 24+1      | 5         | КІ                 | -                  | -                  | -                    | -                    | -                    | -             | -             | -             | 25     | 5      |
| серп. 2023          | «Торіно»            | A                   | 1         | 0         | КІ                 | 1                  | 0                  | -                    | -                    | -                    | -             | -             | -             | 2      | 0      |
| Усього за «Торіно»  | Усього за «Торіно»  | Усього за «Торіно»  | 86        | 4         |                    | 7                  | 2                  |                      | -                    | -                    |               | -             | -             | 93     | 6      |
| серп. 2023–24       | «Комо»              | B                   | 0         | 0         | КІ                 | 0                  | 0                  | -                    | -                    | -                    | -             | -             | -             | 0      | 0      |
| Усього за кар'єру   | Усього за кар'єру   | Усього за кар'єру   | 309       | 40        |                    | 19                 | 6                  |                      | 2                    | 1                    |               | -             | -             | 334    | 49     |

### Статистика виступів за збірну
| Дата      | Місто        | Господарі  | Результат | Гості              | Турнір            | Голи | Примітки |
| --------- | ------------ | ---------- | --------- | ------------------ | ----------------- | ---- | -------- |
| 28-3-2017 | Амстердам    | Нідерланди | 1 – 2     | Італія             | товариський матч  | -    | 90+1'    |
| 6-10-2017 | Турин        | Італія     | 1 – 1     | Північна Македонія | Відбір до ЧС 2018 | -    | 64'      |
| 28-5-2018 | Санкт-Галлен | Італія     | 2 – 1     | Саудівська Аравія  | товариський матч  | -    | 76'      |
| 4-6-2018  | Турин        | Італія     | 1 – 1     | Нідерланди         | товариський матч  | -    | 61'      |
| Усього    |              | Матчів     | 4         |                    | Голів             | 0    |          |

| Дата      | Місто             | Господарі | Результат | Гості      | Турнір                         | Голи | Примітки |
| --------- | ----------------- | --------- | --------- | ---------- | ------------------------------ | ---- | -------- |
| 4-6-2014  | Кастель-ді-Сангро | Італія    | 4 – 0     | Чорногорія | Товариський матч               | -    | 46'      |
| 27-3-2015 | Падерборн         | Німеччина | 2 – 2     | Італія     | Товариський матч               | 1    | 72'      |
| 30-3-2015 | Беневенто         | Італія    | 0 – 1     | Сербія     | Товариський матч               | -    | 77'      |
| 18-6-2015 | Оломоуць          | Італія    | 1 – 2     | Швеція     | Молодіжне Євро-2015 - 1-й етап | -    | 61'      |
| 24-6-2015 | Оломоуць          | Англія    | 1 – 3     | Італія     | Молодіжне Євро-2015 - 1-й етап | -    | 75'      |
| Усього    |                   | Матчів    | 5         |            | Голів                          | 1    |          |

## Титули і досягнення
- Чемпіон Італії (1):

«Мілан»: 2010-2011